# Dziewiątka (bilard)

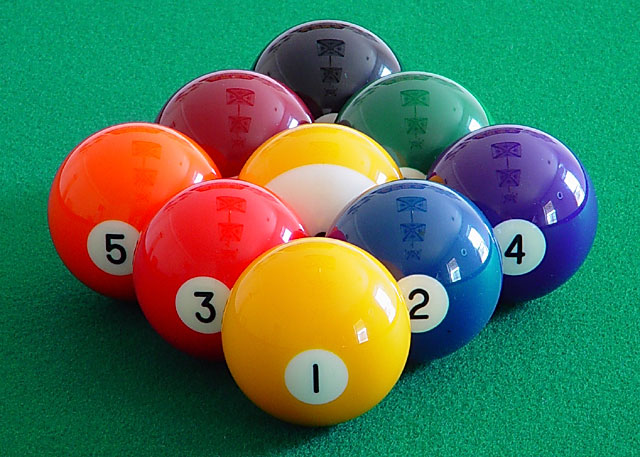
Jedno z prawidłowych ustawień początkowych bil kolorowych do gry w dziewiątkę (widok od strony gracza rozbijającego)

Dziewiątka – jedna z odmian gry w bilard amerykański, rozgrywana przy pomocy białej bili zagrywającej oraz dziewięciu ponumerowanych kolejno bil kolorowych, które należy uderzać od numeru najniższego do najwyższego.
Gra w dziewiątkę jest rozgrywana na takim samym stole, jak inna popularna odmiana bilardu – ósemka.

## Cel gry
Celem gry w dziewiątkę jest prawidłowe wbicie do łuzy bili nr 9.

## Przebieg gry

### Ustawienie początkowe
Na początku partii bile kolorowe ułożone są w charakterystyczny romb położony dłuższą przekątną równolegle do długiego boku stołu. Bila nr 1 musi zostać umieszczona w szczycie rombu, który znajduje się w punkcie głównym, po stronie gracza rozbijającego, natomiast bila nr 9 w jego środku. Położenie pozostałych bil jest dowolne, jednak wszystkie bile muszą się ze sobą stykać. Biała bila przed rozbiciem jest umieszczona w dowolnym miejscu pola bazy po przeciwnej stronie stołu.

### Rozbicie
Przy rozbiciu muszą zostać spełnione następujące warunki:
- biała bila musi uderzyć jako pierwszą bilę nr 1,
- co najmniej jedna kolorowa musi wpaść do łuzy, lub co najmniej cztery kolorowe bile muszą dotknąć bandy.

Jeżeli nie zostaną one spełnione, rozbicie uznawane jest za faul.
W grach turniejowych może być wymagane, by określona liczba bil przekroczyła po rozbiciu linię bazy. Ma to na celu wyeliminowanie rozbijania techniką tzw. soft break,, tj. delikatnego rozbicia, prowadzącego często do wbicia w sposób kontrolowany bili nr 9 i natychmiastowej wygranej. Przypadkowe wbicie bili nr 9 podczas silnego rozbicia jest nadal dopuszczalne.

### Push out
W pierwszym podejściu po prawidłowym rozbiciu zawodnikowi znajdującemu się aktualnie przy stole przysługuje zagranie specjalne, tzw. push out. W zagraniu tym gracz nie ma obowiązku zaliczenia kontaktu z żadną bilą ani doprowadzenia bili do bandy. Gracz kończy swoje podejście do stołu niezależnie od tego, czy podczas push out została jakakolwiek wbita bila, czy nie, a wszystkie wbite bile wracają na stół. Push out musi zostać wcześniej wyraźnie zadeklarowany sędziemu i/lub przeciwnikowi. Następny zawodnik decyduje, czy kontynuuje grę z sytuacji zastanej na stole, czy nakazuje dalszą grę przeciwnikowi. Zagranie to wykonuje się najczęściej, gdy po rozbiciu nie ma możliwości łatwego uderzenia bili o najniższym numerze, przy czym gracz wykonujący push out dąży do takiego ustawienia bil na stole, by znaleźć się w sytuacji, którą uważa dla siebie za korzystniejszą, jednak bez zostawiania łatwego zagrania przeciwnikowi, licząc że ten odda mu swoją kolejkę.

### Wbijanie bil
Bile kolorowe mogą być wbijane do łuz w dowolnej kolejności, jednak zawodnik musi uderzyć jako pierwszą tę bilę kolorową, która ma aktualnie najniższy numer na stole. Nie ma obowiązku deklarowania ani wbijanej bili, ani łuzy. Po prawidłowym wbiciu bili do łuzy zawodnik ma prawo do kolejnego uderzenia. Zawodnik może pozostać przy stole tak długo, aż nie uda mu się prawidłowo wbić żadnej bili, spowoduje faul lub zakończy partię. Partia kończy się wraz z prawidłowym wbiciem bili nr 9, także przypadkowym lub podczas rozbicia.

### Faule
Możliwe faule w dziewiątce:
- nieprawidłowe rozbicie,
- nie została uderzona żadna bila kolorowa,
- bila kolorowa uderzona jako pierwsza nie jest bilą o najniższym numerze,
- bila kolorowa nie została wbita do łuzy, a po zderzeniu bili białej i kolorowej żadna z bil nie dotknęła bandy,
- bila biała została wbita do łuzy,
- bila biała lub kolorowa została wybita poza stół,
- gracz uderzył przy pomocy kija inną bilę, niż biała,
- gracz uderzył białą bilę przy pomocy innej części kija, niż jego czubek (niedopuszczalne jest wykonanie skoku przez wsunięcie kija pod bilę),
- gracz dotknął bili przedmiotem innym niż kij albo jakąkolwiek częścią ciała lub odzieży (z wyjątkiem białej bili w sytuacji, gdy jest ona „w ręce”),
- podczas uderzenia obie stopy gracza nie miały kontaktu z podłogą.

W następstwie faulu następuje zmiana zawodnika przy stole. Zawodnik wchodzący do gry rozpoczyna z białą bilą „w ręce”, tj. może ją umieścić w dowolnym miejscu stołu.
Kolorowe bile, z wyjątkiem bili nr 9, wbite przy faulu lub wybite poza stół nie wracają do gry. Bila numer 9 umieszczana jest w punkcie głównym stołu.
Jeżeli w obrębie jednej partii gracz popełni trzy faule z rzędu, nie wykonując pomiędzy nimi prawidłowego uderzenia, przegrywa on tę partię (tzw. zasada trzech fauli). Po drugim faulu sędzia powinien udzielić mu ostrzeżenia.